# La Fuente de San Esteban
La Fuente de San Esteban ist ein Ort und eine nordspanische Gemeinde (municipio) mit 1.279 Einwohnern (Stand: 2024) in der Provinz Salamanca in der Autonomen Gemeinschaft Kastilien und León. Neben dem Hauptort der Gemeinde La Fuente gehören die Ortschaften Boadilla, Las Cantinas, Muñoz und Santa Olalla de Yeltes zur Kommune.

## Geografie
La Fuente de San Esteban liegt etwa 60 Kilometer westsüdwestlich von Salamanca in einer Höhe von 770 m.
Durch die Gemeinde führt die Autovía A-62.

## Bevölkerungsentwicklung
| Jahr      | 1900 | 1950 | 1960 | 1970 | 1981 | 1991 | 2001 | 2011 | 2021 |
| Einwohner | 1333 | 1940 | 1883 | 1449 | 1718 | 1814 | 1528 | 1453 | 1270 |

## Sehenswürdigkeiten
- Kirche

## Persönlichkeiten
- Julián Sánchez (genannt El Charro, 1774–1832), Unabhängigkeitskämpfer, in Muñoz geboren
- Luis Landínez (1911–1962), Romancier
- Juan José García Corral (1952–2020), Stierkämpfer